# Isaac Brock (officier)
Isaac Brock (Saint Peter Port (Guernsey), 6 oktober 1769 - Queenston Heights (Opper-Canada), 13 oktober 1812) was een Brits officier. Hij is het best bekend als een briljant leider en strateeg, en vanwege zijn werk toen hij gestationeerd was in de kolonies van het huidige Canada. Onder meer hiervoor werd hij geridderd.
In 1802 werd hij in Beneden-Canada gestationeerd. Hij werd uiteindelijk verantwoordelijk werd voor de verdediging van Opper-Canada tegen de Verenigde Staten tijdens de oorlog van 1812. Terwijl het merendeel van de mensen in Canada en Groot-Brittannië dacht dat een oorlog nog afgewend kon worden, bereidde hij de troepen toch al voor. Toen de oorlog dan ook echt uitbrak waren zijn troepen paraat en konden ze overwinningen behalen bij Fort Mackinac en Fort Detroit. Bij dat laatste fort belegerde hij, samen met het indianenopperhoofd Tecumseh de Amerikaanse generaal William Hull. Door psychologische oorlogsvoering liet hij Hull geloven, dat de Brits-indiaanse eenheid een overmacht vormde, zodat Hull zich op 16 augustus 1812 overgaf zonder strijd te leveren. Daarna leidde hij de Britten in de Slag bij Queenston Heights tegen de Amerikanen onder Stephen van Rensselaer, die de Niagararivier waren overgestoken. Zij werden teruggeslagen, maar generaal Brock zelf sneuvelde

## Militaire loopbaan
- Ensign: 8 maart 1785[3][4]
- Lieutenant: 16 januari 1790[3][5]
- Captain: 27 januari 1791[3][6]
- Major: 27 juni 1795[3][7]
- Lieutenant Colonel: 25 oktober 1797[3][8]
- Colonel: 30 oktober 1805[3]
- Brigadier: 1807[3]
- Major-General: 4 juni 1811[3]

## Decoratie
- Lid in de Orde van het Bad op 10 oktober 1812[9]